# Nephrites obscurus
Nephrites obscurus is een keversoort uit de familie waaierkevers (Rhipiphoridae). De wetenschappelijke naam van de soort is voor het eerst geldig gepubliceerd in 1985 door Toyama & Hatayama.